# Белополье (Оренбургская область)
Белополье — посёлок в Адамовском районе Оренбургской области. Входит в состав Теренсайского сельсовета. Проживают русские и казахи.

## География
Посёлок находится в восточной части региона, в подзоне типчаково-ковыльных степей.
Климат
Климат характеризуется как резко континентальный с морозной зимой и жарким летом. Среднегодовая температура воздуха составляет 1,5 °C . Абсолютный максимум температуры воздуха составляет 42 °C; абсолютный минимум — −42 °C. Среднегодовое количество атмосферных осадков составляет 280—330 мм. При этом около 75 % осадков выпадает в тёплый период. Снежный покров держится в среднем около 152 дней в году.

## История
Посёлок основан в 1929 г., как полеводческая бригада совхоза Каинды — Кумакский.
В 1966 г. Указом Президиума ВС РСФСР поселок отделения № 3 совхоза «Каинды-Кумакский» переименован в Белополье.

## Население
| 2010 |
| ---- |
| 364  |

Национальный состав
Согласно результатам переписи 2002 года, в национальной структуре населения
казахи составляли 54 %, русские 30 % из 459 чел..

## Инфраструктура
Развито было коллективное сельское хозяйство (совхоз «Каинды-Кумакский»).

## Транспорт
Проходит автодорога регионального значения «Теренсай — Адамовка» (идентификационный номер 53 ОП РЗ 53К-0211000).